# Sagittaria potamogetifolia
Sagittaria potamogetifolia là một loài thực vật có hoa trong họ Alismataceae. Loài này được Merr. miêu tả khoa học đầu tiên năm 1934.